# 제국의 아침
《제국의 아침》(帝國의 아침)은 2002년 3월 2일부터 2003년 1월 26일까지 방송되었던 KBS 1TV 대하드라마이다.

## 역사적 사실
고려는 조선과 다르게 외왕내제 체제로 운영되었다. 고려 초기에 태조 왕건은 통천관을 사용했는데, 통천관은 당시 중국 황제가 쓰던 황관이었다. 광종대부터 원종대까지 대외적으로 외왕내제 체제였다.

## 등장 인물

### 주인공
- 김상중 : 광종 역

### 주요 인물
- 전혜진 : 대목왕후 황보씨 역
- 최재성 : 정종 역
- 홍리나 : 문공왕후 박씨 역
- 김민우 : 태자 왕주 역

### 황실 인물

#### 태조 관련
- 이문수 : 태조 왕건 역 (특별출연, 청년 왕건 : 최수종[2])
- 반효정 : 장화왕후 오씨 역
- 정영숙 : 신명순성왕후 유씨 역
- 안해숙 : 신정왕후 황보씨 역
- 한복희 : 동양원부인 유씨 역
- 서미애 : 소광주원부인 역
- 정태수 : 왕욱 역
- 이칸희 : 낙랑공주
- 고동현, 박진형 : 효은태자 역
- 김광영 : 원녕태자 역
- 최성민 : 효성태자 역

#### 혜종 관련
- 노영국 : 혜종 역
- 김현주 : 의화왕후 임씨 역
- 강경헌 : 후광주원부인 왕씨 역
- 오지영 : 청주원부인 김씨 역
- 장한나 ↔ 김민경 : 경화궁부인 임씨 역
- 서현석 ↔ 김규민 : 흥화궁군(흥화군) 역

#### 정종 관련
- 김효주 : 문성왕후 박씨 역
- 도지영 : 청주남원부인 김씨 역
- 김민우, 성낙만 : 경춘원군 역

### 신라 인물
- 이도련 : 정승공 김부 역

### 고려 조정
- 김흥기 : 왕식렴 역 (청년 왕식렴 : 정국진[3])
- 민욱 : 왕육 역
- 길용우 : 복지겸 역[4]
- 강인덕 : 유금필 역[5]
- 조경환 : 박술희 역
- 김무생 : 왕규 역
- 백인철 : 염상 역
- 김상순 : 박영규 역
- 전병옥 : 능애 역[6]
- 정동환 : 최지몽 역
- 정상철 : 박수경 역
- 김영인 : 박수문 역
- 이지형 : 최승로 역
- 정운용 : 왕융 역
- 유병한 : 왕승 역
- 박승규 : 신강 역
- 권혁호 : 권신 역
- 한범희 : 서희 역
- 이대로 : 서필 역
- 이재연 : 이몽유 역
- 변희봉 : 김긍률 역
- 김수일 : 유천궁 역
- 허현호 : 유긍달 역
- 김기복 : 황보숭 역
- 허기호 : 김영 역
- 장기용 : 장유 역
- 최성준 : 왕함윤 역
- 박경득 : 강기주 역
- 정욱 : 왕함순 역
- 김성옥 : 권직 역
- 박정웅 : 황보제공[7] 역
- 박영태 : 황보광겸 역
- 김주영 : 김견술 역
- 이한승 : 임희 역
- 박진성 : 유신성 역
- 송금식 : 장단설 역
- 신동훈 : 황보위광 역
- 임병기 : 최행귀 역
- 이대건 : 최섬 역
- 남일우 : 김악 역
- 원석연 : 왕함민 역
- 남영진 : 한현규 역
- 신준영 : 이겸의 역
- 이용진 : 박승위 역
- 박유승 : 박승경 역
- 신동일 : 박승례 역
- 최헌철 : 순질 역
- 이계영 : 손소 역
- 차기환 : 식회 역
- 오승명 : 명천공 역
- 이종만 : 주술사 역
- 임경옥 : 초선 역
- 이동준 : 공훤[8] 역
- 이원발 : 능필[9] 역
- 오승명 : 점술가 역
- 신원균 : 내군장교 역
- 황덕재 : 내군장교 역
- 이경영 : 내군장교 역
- 오현수 : 광종 내군장군 역
- 이일웅 : 초선 집사장 역
- 서영진 : 초선 부하 역
- 강신조 : 부역군 반란대장 역
- 김창봉 : 왕건 대전내관 역
- 강만희 : 광종 대전내관 역
- 민경진 : 민내관 역
- 박주아 : 장화왕후 제조상궁 역
- 박종설 : 백성 역
- 한춘일 : 백성 역
- 이철민 : 평주사병 역
- 조정국 : 황보숭 집사 역

### 승려
- 정욱 : 탄문 역
- 정승호 : 균여 역

### 안시성 전투 관련 인물
- 신희문 : 양만춘 역
- 미상: 연개소문 역
- 김홍수 : 당태종 역
- 김해권 : 장손무기 역[10]
- 정종준 : 이적 역[11]
- 장순국 : 글필하력 역[12]

### 단군지거 관련 인물
- 한규희 : 대조영 역
- 전해룡 : 대야발 역

### 여진 인물
- 맹봉학 : 소무개 역
- 박희진 미상 역

### 후주 인물
- 김기진 : 여계빈 역
- 나재균 : 설문우 역
- 이효정 : 쌍기 역
- 양재성 : 쌍철 역
- 김영 : 미상 역

### 거란 인물
- 이창 : 야율누국 역

### 왜국 인물
- 백민 : 타메아키라 역

### 아라비아 인물
- 미상 : 서역 상인 역

## 제작진
- 연출: 전성홍, 이원익, 김형일
- 극본: 이환경
- 해설: 임종국
- 촬영: 김용준
- 조명: 이광호
- 미술: 박영대
- 편집: 민병호
- 음악 지휘: 임택수
- 작곡: 김동성

## 수상 경력
- 2002년 KBS 연기대상 최우수상 - 김상중

## 이모저모
- 당초 100부작으로 기획되었으나 작가 이환경이 쓰고 있었던 SBS 《야인시대》와의 집필 문제 등으로 94회 만에 막을 내렸다.[13]

- 느린 진행과 권모술수만이 난무하는 시니컬한 구성 때문에 시청자들이 당황스러워했고 끝없이 반복된 대사와 설정, 여성 캐릭터에 대한 왜곡, 지배층의 논리에 치우친 편향적 역사관 등의 지적이 있었다.[14]
- 정작 드라마의 인기는 88회 이후 평주 반란 부분에서부터 절정에 달하였다.

- 이 드라마에 출연했던 혜종 역의 노영국과 김긍률 역의 변희봉이 2023년 9월 18일 동시에 별세했다.

## 결방 사유 및 2회 연속 방영
- 2002년 6월 22일: 월드컵 축구 4강 진출 특집 KBS 9시 뉴스 편성으로 결방
- 2002년 6월 30일: 특집 KBS 뉴스 9 편성으로 결방
- 2003년 1월 18일: KBS 특별생방송 <노무현 대통령 당선자와 함께> 편성으로 결방
- 2003년 1월 19일: 91~92회 연속 방송